# Eslövs kommun
Eslövs kommun är en kommun i Skåne län, i före detta Malmöhus län. Eslövs kommun ingår sedan 2005 i Stormalmö enligt SCB:s definition. Centralort i kommunen är Eslöv.
Mycket lerrika jordarter finns i sydvästra delen av kommunen, vilket förklarar de stora öppna odlingsytorna. I norra delen av kommunen är jordarterna lerfattigare och stenigare. Det norra området har således ett mer varierat odlingslandskap som inkluderar beteshagar samt löv– och odlad barrskog. Odlingsmarken var också förklaringen till att en relativt stor andel (i jämförelse med genomsnittet i Sverige) av kommunens arbetsföra befolkning var sysselsatta inom jordbruksnäringen. I övrigt dominerades det lokala näringslivet av tillverkningsindustrin. 
Sedan kommunen bildades har befolkningstrenden, med undantag för enstaka år, varit positiv. Största parti under åren 1971 till 2022 var Socialdemokraterna. Efter valen 2018 och 2022 har Sverigedemokraterna varit det näst största partiet.

## Administrativ historik

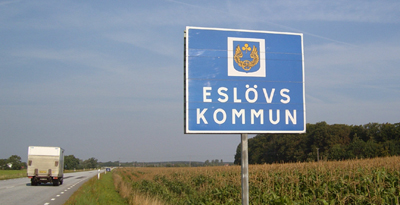
Vägverkets skylt längs riksväg 17 vid dagens gräns mellan Höörs och Eslövs kommuner.

Kommunens område motsvarar socknarna: Billinge, Borlunda, Bosarp, Gårdstånga, Hammarlunda, Harlösa, Holmby, Hurva, Högseröd, Remmarlöv, Reslöv, Skarhult, Skeglinge, Stehag, Trollenäs, Västra Sallerup, Västra Strö, Örtofta, Östra Karaby och  Östra Strö. I dessa socknar bildades vid kommunreformen 1862 landskommuner med motsvarande namn. 
År 1875 bröts en del av Västra Sallerups landskommun ut och bildade Eslövs köping. I den resterande delen inrättades 17 augusti 1894 Västra Sallerups municipalsamhälle. 1909 delades kommunen ånyo i och med att Västra Sallerups municipalsamhälle inkorporerades med Eslövs köping, som 1911 ombildades till Eslövs stad. Ytterligare två municipalsamhällen inrättades Löberöds municipalsamhälle 26 maj 1899 och Marieholms municipalsamhälle 26 mars 1915. Dessa upplöstes vid utgången av 1954 respektive 1960.
Vid kommunreformen 1952 bildades storkommunerna: Bosarp, Harrie, Löberöd, Marieholm, Röstånga, Skarhult och Snogeröd. Eslövs stad bestod som tidigare.
År 1967 införlivades Bosarps landskommun i Eslövs stad. 1969 upplöstes Harrie, Röstångs och Snogeröds landskommuner och delar av dessa områden uppgick i Eslövs stad. Eslövs kommun bildades vid kommunreformen 1971 av Eslövs stad, Löberöds landskommun, Skarhults landskommun och delar av Maieholms landskommun (Reslöv och Östra Karaby).
Kommunen ingick från bildandet till 2002 i Eslövs domsaga och ingår sedan 2002 i Lunds domsaga. 
Eslövs kommun har av hävd främst samarbetat med Höörs kommun och Hörby kommun i olika konstellationer; Gymnasieskola, vatten, renhållning, räddningstjänst, livsmedelstillsyn m.m. är sådant som samordnats i olika former. I enstaka fall har samordning skett med Lunds kommun. Samarbete sker idag i större omfattning tillsammans i Malmö-Lundregionen.

## Geografi
Kommunen är belägen i de centrala delarna av landskapet Skåne. Eslövs kommun gränsar i norr till Klippans kommun i före detta Kristianstads län, i nordöst till Höörs kommun, i öster till Hörby kommun och Sjöbo kommun, i sydväst till Lunds kommun och Kävlinge kommun samt i nordväst till Svalövs kommun, alla i före detta Malmöhus län.

### Topografi och hydrografi
Kommunen ligger på gränsen mellan den sydvästskånska slättens helåkersbygd och Nordskånes skogsbygder. Denna gräns sammanfaller till största del med den viktiga berggrundsgränsen som separerar Skandinaviens urbergsområde från  Centraleuropas sedimentbergarter. Kommunen ligger även på jordartsgränsen, vilken sträcker sig från Svalövstrakten genom centralorten och vidare ner mot Gårdstånga. Mycket lerrika jordarter finns sydväst om denna gräns – vilket förklarar de stora öppna odlingsytorna – medan jordarterna norr om gränsen är lerfattigare och stenigare. Det norra området har således ett mer varierat  odlingslandskap som inkluderar beteshagar samt löv– och odlad barrskog. 
De större vattendragens dalgångar har stora naturvärden. Som exempel kan nämnas Rönne å som avvattnar Ringsjöarna och rinner genom Rönneholms mosse. Längre nedströms, i Stockamöllan, är åns dalgång djupt nedskuren med branta sluttningar. Dessa sluttningar är till stor del klädda med  lövskog, främst med bok och ek. Mot Lund I söder bildar Kävlingeån, som avvattnar Vombsjön, kommungräns.
Nedan presenteras andelen av den totala ytan 2020 i kommunen jämfört med riket.
|  | Bebyggelse (8,8 %) |

|  | Skog (16,5 %) |

|  | Öppen myrmark (0,5 %) |

|  | Jordbruksmark (71,5 %) |

|  | Övrig mark (2,8 %) |

|  | Bebyggelse (3,1 %) |

|  | Skog (68,0 %) |

|  | Öppen myrmark (7,2 %) |

|  | Jordbruksmark (7,4 %) |

|  | Övrig mark (14,3 %) |

### Naturskydd
År 2023 fanns sex naturreservat i Eslövs kommun.
| Bildad (år) | Namn              | Storlek   | Anmärkning                                                   |
| ----------- | ----------------- | --------- | ------------------------------------------------------------ |
| 1963        | Bosarps jär       | 21 hektar |                                                              |
| 1994        | Abullahagen       | 39 hektar | Natura 2000-område                                           |
| 1994        | Billingemölla     | 9 hektar  | Natura 2000-område                                           |
| 2010        | Eslövs allmänning | 7 hektar  | Kommunalt reservat                                           |
| 2009        | Borstbäcken       | 43 hektar | Natura 2000-område. Går även in i Hörby- och Sjöbo kommuner. |
| 2014        | Flyinge ängar     | 50 hektar | Går även in i Lunds kommun                                   |

### Administrativ indelning
Fram till 2016 var kommunen för befolkningsrapportering indelad i fem församlingar: Eslövs församling, Löberöds församling, Marieholms församling, Ringsjö församling (ligger även i Höörs kommun) samt Östra Onsjö församling.

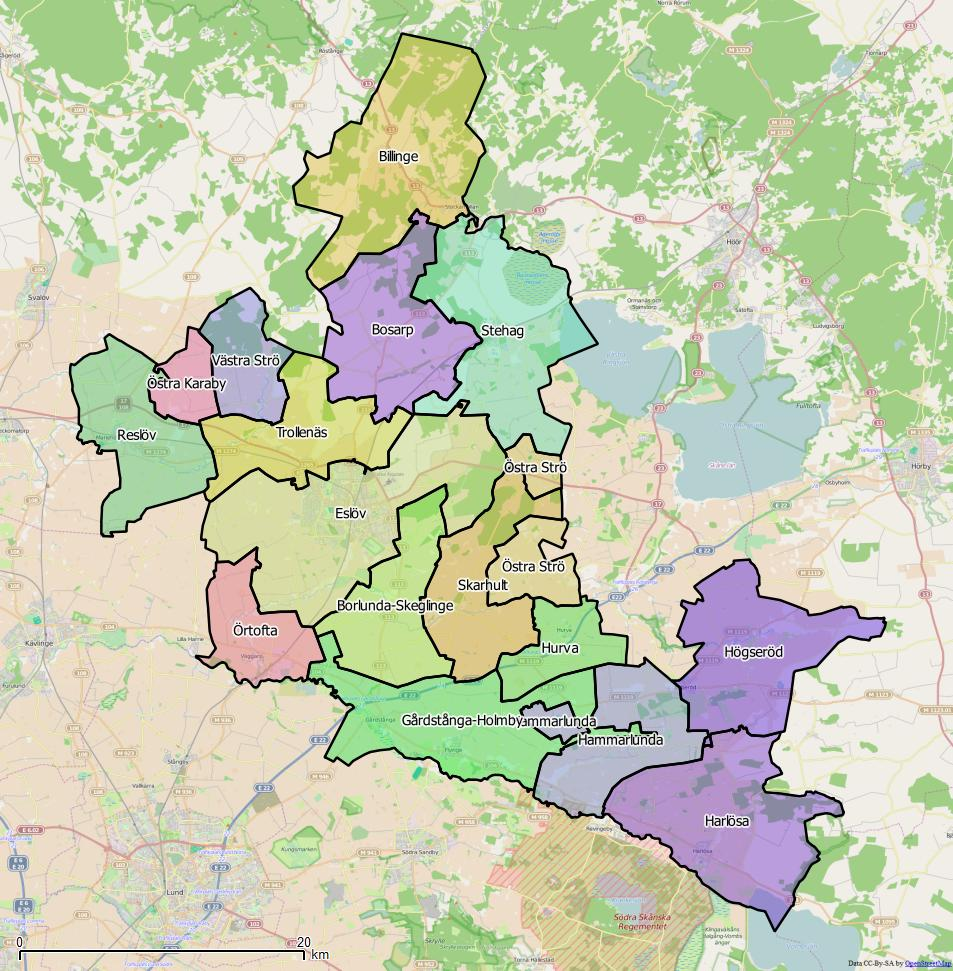
Distrikt (socknar) inom Eslövs kommun

Från 2016 indelas kommunen istället i 17 distrikt, vilka motsvarar de tidigare socknarna:
| De 15 distrikten i Eslövs kommun |
| --- |
| - Billinge - Borlunda-Skeglinge - Bosarp - Eslöv - Gårdstånga-Holmby - Hammarlunda - Harlösa - Hurva - Högseröd - Reslöv - Skarhult - Stehag - Trollenäs - Västra Strö - Örtofta - Östra Karaby - Östra Strö |

### Tätorter
I tabellen nedan presenteras de 13 tätorterna i storleksordning efter folkmängd per den 31 december 2018. Centralorten är i fet stil.
| Nr | Tätort            | 1990   | 1995   | 2000   | 2005   | 2010   | 2015   | 2018   |
| -- | ----------------- | ------ | ------ | ------ | ------ | ------ | ------ | ------ |
| 1  | Eslöv             | 14 976 | 15 399 | 15 521 | 16 551 | 17 748 | 18 592 | 19 569 |
| 2  | Marieholm         | 1 498  | 1 485  | 1 448  | 1 578  | 1 598  | 1 604  | 1 645  |
| 3  | Stehag            | 737    | 958    | 993    | 1 129  | 1 122  | 1 191  | 1 261  |
| 4  | Löberöd (del av*) | 927    | 1 008  | 975    | 1 097  | 1 127  | 1 241  | 1 227  |
| 5  | Flyinge           | 817    | 832    | 839    | 979    | 994    | 992    | 1 016  |
| 6  | Harlösa           | 715    | 733    | 708    | 742    | 763    | 780    | 794    |
| 7  | Billinge          | 414    | 396    | 424    | 444    | 415    | 434    | 425    |
| 8  | Gårdstånga        | 323    | 337    | 338    | 339    | 343    | 366    | 398    |
| 9  | Kungshult         | 378    | 414    | 378    | 367    | 354    | 365    | 387    |
| 10 | Hurva             | 322    | 344    | 317    | 332    | 350    | 376    | 376    |
| 11 | Örtofta           | 179    | 153    | 192    | 196    | 202    | 283    | 299    |
| 12 | Stockamöllan      | 311    | 297    | 281    | 301    | 300    | 293    | 290    |
| 13 | Väggarp           | 215    | 225    | 212    | 213    | 211    | 229    | 230    |

*En mindre del av tätorten Löberöd ligger i Höörs kommun.

## Styre och politik

### Styre
Sen efter valet 2018 styr Socialdemokraterna, Moderaterna och Liberalerna tillsammans.
| 1991–1994 | C | M  | FP | KD |
| 1994–1998 | S |    |    |    |
| 1998–2002 | S | V  | MP |    |
| 2002–2006 | S | MP | V  |    |
| 2006–2010 | S | V  | MP |    |
| 2010–2014 | S | M  |    |    |
| 2014–2018 | S | M  |    |    |
| 2018–2022 | S | M  | L  |    |
| 2022–     | S | M  | L  |    |

Källa:

### Kommunfullmäktige

#### Presidium
| Presidium 2022-2026    | Presidium 2022-2026 | Presidium 2022-2026 |
| ---------------------- | ------------------- | ------------------- |
| Ordförande             | S                   | Henrik Månsson      |
| Förste vice ordförande | M                   | Mikael Wehtje       |
| Andre vice ordförande  | SD                  | Bo Broman           |

Källa:

#### Mandatfördelning 1970–2022
| 23 | 15 | 6 | 5 |

| 41 | 8 |

| 23 | 17 | 3 | 6 |

| 38 | 11 |

|  | 22 | 16 | 4 | 6 |

| 39 | 10 |

| 2 | 21 | 2 | 12 | 4 | 8 |

| 37 | 12 |

| 2 | 23 |  | 11 | 2 | 10 |

| 37 | 12 |

|  | 23 |  | 10 | 4 | 10 |

| 38 | 11 |

|  | 25 | 2 | 10 | 3 | 8 |

| 34 | 15 |

|  | 20 |  | 11 | 3 | 2 | 11 |

| 33 | 16 |

| 2 | 26 | 2 |  | 8 | 2 | 8 |

| 30 | 19 |

| 3 | 21 | 2 | 2 | 8 | 2 | 2 | 9 |

| 33 | 16 |

|  | 22 | 2 | 2 | 8 | 5 | 2 | 7 |

| 28 | 21 |

| 2 | 20 |  | 6 | 8 | 3 |  | 8 |

| 31 | 18 |

| 2 | 17 | 2 | 6 | 2 | 5 | 4 |  | 10 |

| 31 | 18 |

|  | 18 | 4 | 10 |  | 4 | 3 | 8 |

| 32 | 19 |

| 3 | 15 |  | 13 | 6 |  |  | 9 |

| 32 | 19 |

| 3 | 16 |  | 15 | 3 |  |  | 9 |

| 30 | 21 |

### Nämnder

#### Kommunstyrelse
| Presidium 2022–2026    | Presidium 2022–2026 | Presidium 2022–2026 |
| ---------------------- | ------------------- | ------------------- |
| Ordförande             | S                   | Johan Andersson     |
| Förste vice ordförande | M                   | Catharina Malmborg  |
| Andre vice ordförande  | SD                  | Fredrik Ottesen     |

Källa:

#### Lista över kommunstyrelsens ordförande
- Ture Pettersson (s), 1968–73, varav en mandatperiod då Eslöv hade borgerligt styre
- Malte Jeppsson (c), 1974–82
- Kjell Jansson (s), 1983–85
- Bertil Jönsson (c), 1986–94
- Gunnar Nilsson (s), 1994–02
- Cecilia Lind (s), 2002–2010
- Cecilia Lind (s) och Henrik Wöhlecke (m), 2010–2014
- Johan Andersson (s) och Henrik Wöhlecke (m), 2014–2018
- Johan Andersson (s) och Catharina Malmborg (m), 2018–2026

#### Övriga nämnder
| Nämnd                                 | Ordförande 2022-2026 | Ordförande 2022-2026 | Vice ordförande | Vice ordförande           | Andre vice ordförande | Andre vice ordförande |
| ------------------------------------- | -------------------- | -------------------- | --------------- | ------------------------- | --------------------- | --------------------- |
| Vård- och omsorgsnämnden              | S                    | Tony Hansson         | M               | Lena Hugosdotter Sundberg | SD                    | Linus Walemo          |
| Kultur- och fritidsnämnden            | M                    | Christine Melinder   | S               | Kire Gelevski             | SD                    | Ted Bondesson         |
| Miljö- och samhällsbyggnadsnämnden    | M                    | Bengt Andersson      | S               | Janet Andersson           | SD                    | Kent Björk            |
| Servicenämnden                        | S                    | Lars Månsson         | M               | Rikard Malmborg           | SD                    | Yngve Mark            |
| Gymnasie- och vuxenutbildningsnämnden | M                    | Tony Ekblad          | S               | Eva Bengtsson             | SD                    | Cvetanka Bojcevska    |
| Barn- och familjenämnden              | S                    | David Westlund       | M               | Claus-Göran Wodlin        | SD                    | Denis Larsen          |
| Valnämnden                            | S                    | Tony Hansson         | M               | Jörgen Andersson          |                       |                       |

Källa:

### Vänorter
- Ruderdal, Danmark (tidigare Birkeröd)
- Viljandi, Estland
- Jakobstad, Finland
- Gardabaer, Island
- Asker, Norge

Källa: 

## Ekonomi och infrastruktur

### Näringsliv
I början av 2020-talet utgjordes en stor andel av kommunens yta av jordbruksmark vilket också innebar att en relativt stor andel (i jämförelse med genomsnittet i Sverige), cirka fem procent) av kommunens arbetsföra befolkning var sysselsatta inom jordbruksnäringen. I övrigt dominerades det lokala näringslivet av tillverkningsindustrin som stod för omkring en femtedel av kommunens arbetstillfällen. Stora företag inom denna sektor var Orkla Foods Sverige AB (tidigare AB Felix) och Nordic Sugar AB (Örtofta sockerbruk). Andra större arbetsgivare var Saint-Gobain Sekurit Scandinavia AB och Smurfit Kappa Sverige AB. Ett annat välkänt företag var O. Kavli AB, tidigare Dr Pers Food Produktion AB).

### Infrastruktur

#### Transporter
I väst-östlig riktning genomkorsas kommunens sydöstra del av E22, dess centrala delar av riksväg 17 och dess norra delar av riksväg 13. Dessa vägar förbinds i nord-sydlig riktning av länsväg 113. Länsväg 104 följer kommunens sydvästra gräns. I nord-sydlig riktning genomkorsas kommunen också av Södra stambanan varifrån Rååbanan tar av åt väster i Eslöv. Södra stambanan trafikeras av Öresundstågs fjärrtåg och båda banorna trafikeras av regiontåget Pågatågen som förutom i Eslöv även stannar vid Stehag och Örtofta på stambanan. Från och med december 2016 trafikeras Rååbanan åter av persontrafik och Marieholm blir stationssamhälle igen.

## Befolkning

### Demografi

#### Befolkningsutveckling
Kommunen har 34 885 invånare (31 mars 2025), vilket placerar den på 76:e plats avseende folkmängd bland Sveriges kommuner. 
| Befolkningsutvecklingen i Eslövs kommun 1970–2020 Källor: Folkmängden 2005, Folkmängden 1950-2000, SCB - Folkmängd efter region och tid | Befolkningsutvecklingen i Eslövs kommun 1970–2020 Källor: Folkmängden 2005, Folkmängden 1950-2000, SCB - Folkmängd efter region och tid | Befolkningsutvecklingen i Eslövs kommun 1970–2020 Källor: Folkmängden 2005, Folkmängden 1950-2000, SCB - Folkmängd efter region och tid | Befolkningsutvecklingen i Eslövs kommun 1970–2020 Källor: Folkmängden 2005, Folkmängden 1950-2000, SCB - Folkmängd efter region och tid | Befolkningsutvecklingen i Eslövs kommun 1970–2020 Källor: Folkmängden 2005, Folkmängden 1950-2000, SCB - Folkmängd efter region och tid |
| --- | --- | --- | --- | --- |
| | | | | |
| År | | | Folkmängd | |
| 1970 | 1970 | | 26 205 | |
| 1975 | 1975 | | 26 288 | |
| 1980 | 1980 | | 26 829 | |
| 1985 | 1985 | | 26 340 | |
| 1990 | 1990 | | 27 780 | |
| 1995 | 1995 | | 28 543 | |
| 2000 | 2000 | | 28 487 | |
| 2005 | 2005 | | 30 087 | |
| 2010 | 2010 | | 31 587 | |
| 2015 | 2015 | | 32 438 | |
| 2020 | 2020 | | 34 123 | |

## Kultur

### Konstarter

#### Offentlig konst

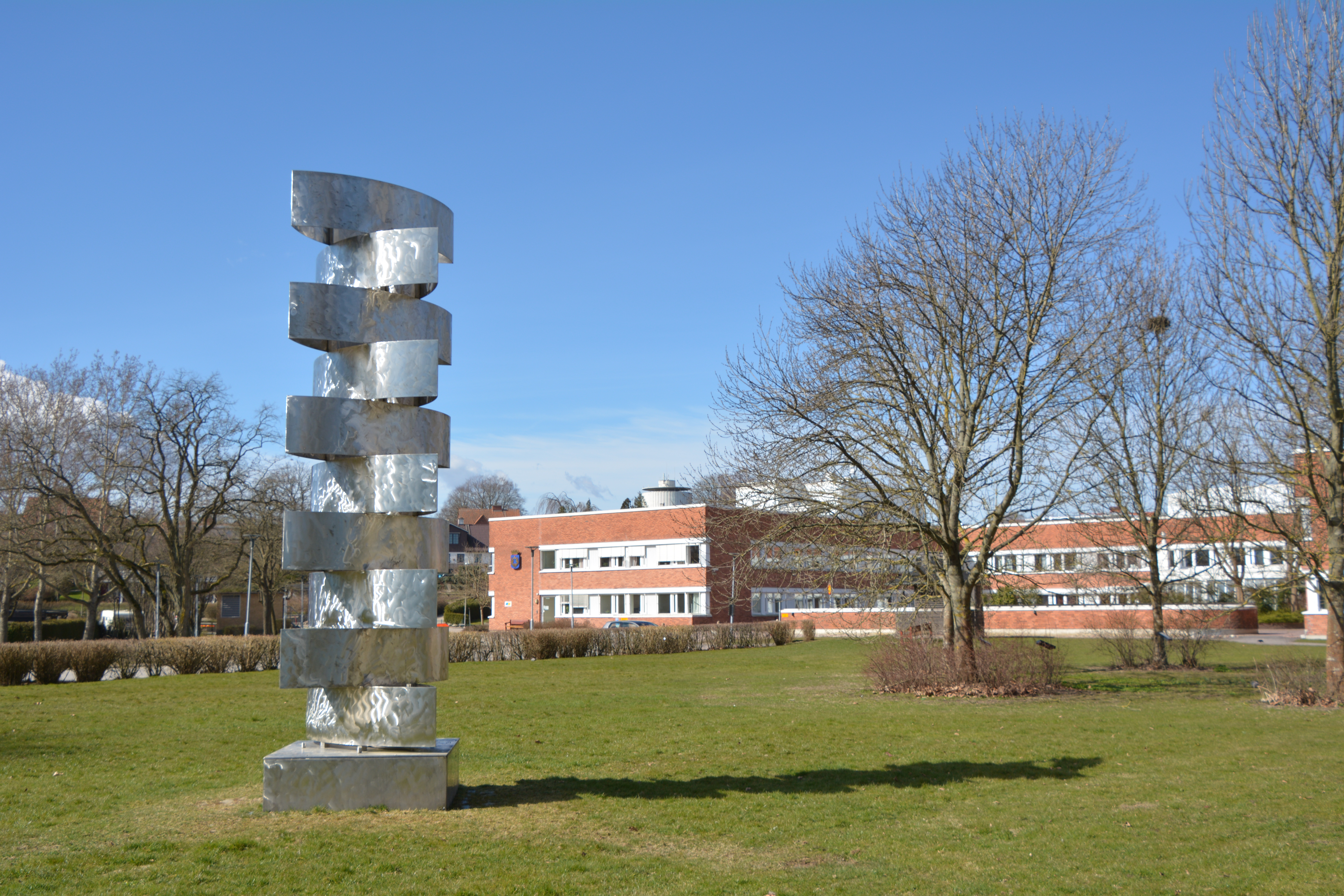
Eslövs stadshus, med Alexius Hubers Begynnelse framför.

Enligt uppgifter från 2019 har Eslövs kommun en årligt budget för offentlig konst på 300 000 kr. Samma år mottog dock kommunen en gåva på fem miljoner från Sparbanksstiftelsen Finn. Gåvan skulle användas för inköp av offentlig konst.
Bland de offentliga konstverken i kommunen märks Snäckfågel på Stora Torg, Begynnelse i Edelbergsparken och Granitblomman på Gröna Torg.

### Kulturarv
År 2023 fanns sju statliga byggnadsminnen i Eslövs kommun; bland dessa de två slotten Trollenäs slott och Skarhults slott. Ett annat exempel på byggnadsminnen är Harlösa donationshus som stod färdigt 1824. Byggnaden vittnar om socialvårdens historia.

### Kommunsymboler

#### Kommunvapen
Blasonering: En blå sköld med ett vingadt hjul och däröfver ett klöfverblad, allt af guld. Skölden täckes af en murkrona.
Eslövs kommunvapen innehåller ett bevingat hjul som symbol för järnvägen och ett klöverblad som symbol för handel och lantmannaprodukter. Vapnet fastställdes för Eslövs stad 1911. Inga konkurrerande vapen fanns i de enheter som lades samman till Eslövs kommun. Udda är att gammalstavningen behölls vid registreringen 1975 samt att murkronan omnämns i blasoneringen.

#### Kommunfågel

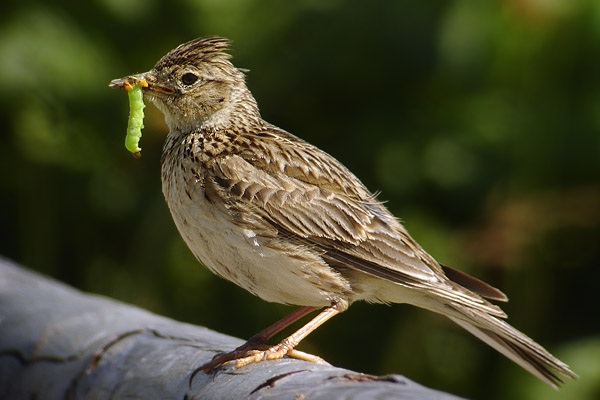
Sånglärkan är Eslövs kommunfågel.